# Passyunk
Passyunk (en Lenape Pahsayunk « dans la vallée ») est un ancien canton du comté de Philadelphie en Pennsylvanie aux États-Unis. 

## Histoire
Il est incorporé à la ville de Philadelphie lors de l'Act of Consolidation, 1854 (en).

## Personnalité
- George Croghan (v. 1718-1782), homme d'affaires et politique irlando-américain, y est mort.